# Argemone
Argemone (L., 1753) è un genere di piante floreali appartenente alla famiglia delle Papaveraceae, comunemente noto in inglese con il nome di prickly poppy ("Papavero Spinoso").
Il nome del genere deriva dal greco antico αργεμωνη e fu assegnato da Dioscorides a una pianta papaveracea utilizzata per trattare la cataratta.

## Distribuzione e habitat
È un genere originario delle Americhe, diffuso dall'Argentina a sud agli Stati Uniti a nord, presente anche nell'arcipelago delle isole Hawaii.

## Tassonomia
All'interno del genere Argemone sono attualmente incluse 33 specie:
- Argemone aenea Ownbey
- Argemone albiflora Hornem.
- Argemone arida Rose
- Argemone arizonica Ownbey
- Argemone aurantiaca Ownbey
- Argemone brevicornuta Ownbey
- Argemone burkartii Sorarú
- Argemone chisosensis Ownbey
- Argemone corymbosa Greene
- Argemone crassifolia Ownbey
- Argemone echinata Ownbey
- Argemone fruticosa Thurb. ex A.Gray
- Argemone glauca (Nutt. ex Prain) Pope
- Argemone gracilenta Greene
- Argemone grandiflora Sweet
- Argemone hispida A.Gray
- Argemone hunnemannii A.Dietr.
- Argemone × hybrida R.Otto & Verloove
- Argemone mexicana L.
- Argemone munita Durand & Hilg.
- Argemone ochroleuca Sweet
- Argemone parva (S.L.Welsh) N.H.Holmgren & P.K.Holmgren
- Argemone pinnatisecta (G.B.Ownbey) S.D.Cerv. & C.D.Bailey
- Argemone platyceras Link & Otto
- Argemone pleiacantha Greene
- Argemone polyanthemos (Fedde) Ownbey
- Argemone rosea Hook.
- Argemone sanguinea Greene
- Argemone squarrosa Greene
- Argemone subalpina A.McDonald
- Argemone subfusiformis Ownbey
- Argemone subintegrifolia Ownbey
- Argemone superba Ownbey
- Argemone turnerae A.M.Powell

### Precedentemente assegnati aArgemone
- Papaver armeniacum (L.) DC. (come A. armeniaca L.)[7]